# Ferdinand Freiligrath

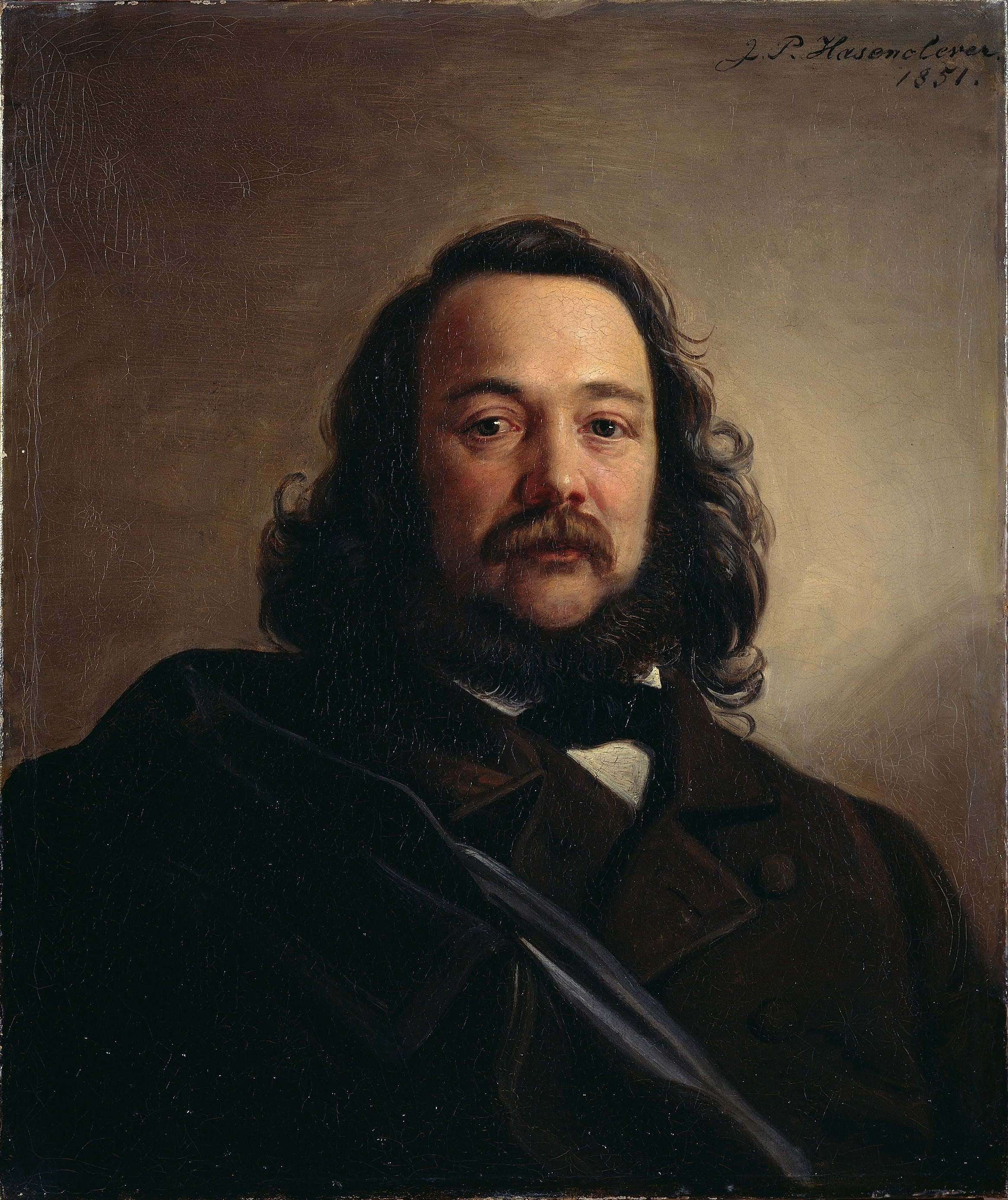
Ferdinand Freiligrath.

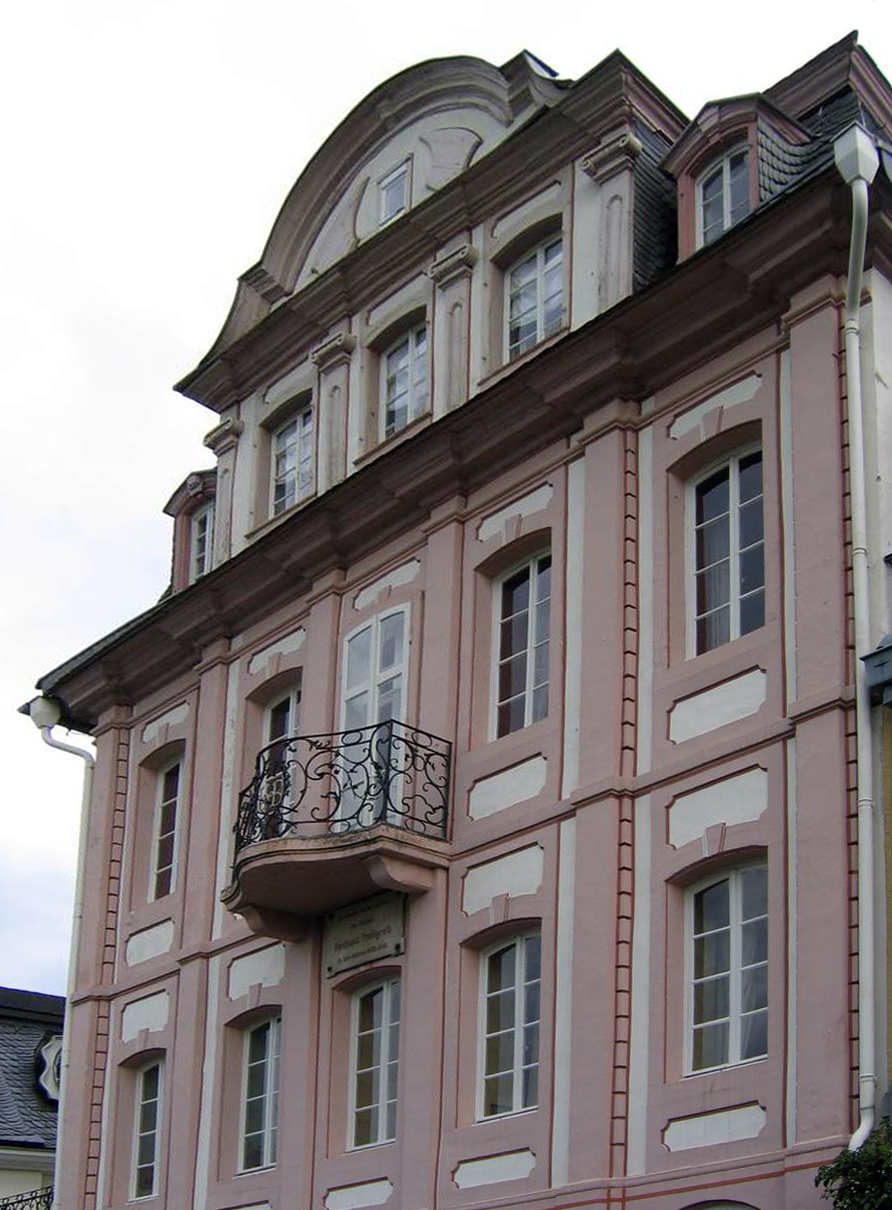
Ferdinand Freiligrath vivió en Unkel 1839/40.

Ferdinand Freiligrath (17 de junio de 1810 - 18 de marzo de 1876) fue un escritor alemán.
Nació en Detmold, distrito de Lippe. Tuvo que abandonar los estudios a temprana edad y fue entrenado como vendedor y comerciante. Trabajó en Ámsterdam de 1823 a 1836. En 1837 empezó a trabajar como librero en Barmen. Mientras se desempeñaba en dicho cargo, se dedicaba a la traducción de textos al francés. Más tarde comenzaría su vida como literato, escribiendo poemas para el Musenalmanach (editado por Adelbert von Chamisso y Gustav Schwab) y para el Morgenblatt (ed. Cotta). 
Su primera colección de poemas fue publicada en 1838 ("Gedichte"). Para 1839 se convierte en un escritor profesional. Sus primeros poemas fueron notablemente influenciados por la obra de Victor Hugo Los Orientales, la cual parcialmente tradujo al alemán; de allí tomo su afición a los temas exóticos. El poema "Der Mohrenfürst" por ejemplo, narra la historia de una príncipe guerrero negro que al ser vencido en batalla es tomado como esclavo y termina como tamborilero en un circo, solo la piel de león con la cual está recubierto el tambor le recuerda sus glorias pasadas. Este poema fue convertido en canción por Carl Loewe. 
Debido a la represión política (en especial la censura), Freiligrath introduce en sus escritos una crítica al sistema, siendo su obra "Ein Glaubensbekenntnis" - publicada en 1844, de gran aceptación. Al tener que abandonar Alemania conoció a Karl Marx en Bélgica. En 1844 Freiligrath partiría a Suiza, y en 1845 su obra "Ça ira!" es publicada. Después de vivir cierto tiempo en Londres, Freiligrath regresa a Alemania y trabaja para el "Neue Rheinische Zeitung" (cuyo editor general era el propio Karl Marx, y el editor cultural, Georg Weerth). En 1847, Franz Liszt musicaliza el poema de Freiligrath O lieb, so lang du lieben kannst— dicha canción sería arreglada para piano en la obra "Liebestraum nº 3", que se convertiría en una de las piezas para piano más famosas de Liszt. En 1851 tiene que abandonar de nuevo Alemania y se convierte en director de la sucursal londinense del Schweizer Generalbank. En 1862 puso en contacto a Marx con Kugelmann, ferviente admirador suyo con el que Marx intercambiaría desde entonces una profusa relación epistolar, la cual ha permitido, entre otras cosas, conocer muchos detalles de la vida de Marx durante la gestación de El Capital. 
A su regreso a Alemania, Freiligrath finalmente se convierte en nacionalista, aun cuando publicara su poema "¡Hurra, Alemania!", inspirado por la anexión de Alsacia. Fue él quien indicó que los colores de la bandera alemana simbolizaban a la pólvora (negro), la sangre (rojo) y el fuego (amarillo) en el poema In Kümmernis und Dunkelheit.
Ferdinand Freiligrath murió en 1876.